# 島忠
株式会社島忠（しまちゅう、英: SHIMACHU CO.,LTD.）は、埼玉県さいたま市に本社を置き、「島忠」「ホームズ」「ニトリホームズ」の屋号で家具・インテリア専門店およびホームセンターを運営する大手小売企業である。ニトリホールディングスの完全子会社。ウェブサイトや広告などでは「島忠ホームズ」を略した「シマホ」の名称を使用する。
本社所在地の埼玉県を中心に、首都圏1都3県と一部関西（大阪府・兵庫県）で店舗を展開し、2024年3月末時点で店舗数は54店舗を数える。

## 概要
主な事業は家具専門店とホームセンターである。明治期に現在の埼玉県春日部市で箪笥店「島村箪笥製造所」として創業。家具製造業から始まった企業である。
「島忠」の商号は創業者の島村忠太郎の名に由来し、創業地の春日部市には「島忠 春日部本店」がある。春日部市は桐箪笥の三大産地の一つで、同業の大塚家具の創業地でもある。かつては「島忠家具センター」の屋号で家具専門店を展開し、1970年代には関東ローカルでテレビCMを放映していた。
1978年、埼玉県川口市に「エッサン 川口店」を出店してホームセンター業界に参入。その後に業容を拡大して株式上場を果たした。
屋号は「島忠」「ホームズ」「ニトリホームズ」を用いる。また、埼玉県や神奈川県を中心に「エッサン」を運営していたが、2021年12月31日にエッサン飯能店の閉店をもって展開を終了した。
業態は、家具専門店やホームセンターの単一店舗や、家具とホームセンターの複合店、ショッピングモール（シマホモール）など多岐にわたる。ホームセンター売場では日用消耗品、日用雑貨、園芸用品、ペット用品、DIY用品、レジャー用品、カー用品、家電、照明器具、リフォームなどを取り扱いし、家具・インテリア売場では、ベッド、リビング・ダイニングルーム家具、収納箪笥、ファブリック、カーテン、カーペットなどを販売している。
島忠の特徴は、賃借店舗が中心の同業他社とは異なり、首都圏の都心部に自社物件を多数保有し、一部店舗ではフードコートや飲食店、食品スーパーなどのテナントを配置したショッピングセンター形式で集客力とテナント収入を確保していることである。この戦略により、地代の嵩む都心部で高収益を上げ、実質的に無借金経営を続けてきた。

### DCMとの統合協議から一転ニトリHD傘下へ
2020年10月2日、DCMホールディングスが島忠の買収を表明し、10月5日から株式公開買付け （TOB）を実施。これを受け、同業のニトリホールディングスも島忠の買収を検討し、10月21日に対抗TOBを発表。島忠は10月29日に「経営統合に関する意向表明書」を受領し、ニトリからの提案を検討した。
10月2日にDCMは1株4,200円を提示し、島忠もこれに応じて10月5日からTOBが進められていたが、ニトリは10月29日に1株5,500円のTOB価格を提示。さらに、従業員の雇用維持期間や現経営陣による経営計画の遂行期間をDCMの3年に対してニトリは5年を提示し、島忠側と合意した。これにより、島忠の株価は上昇。結果、DCMのTOBは不成立となった。
同年11月13日、島忠はDCMとの経営統合計画を撤回し、ニトリホールディングスと経営統合を発表。同日付で島忠とニトリホールディングスは「経営統合契約」を締結。契約内容には、TOB成立後も島忠の本店所在地と商号を維持すること、従業員の雇用を5年間維持すること、ニトリとは価格帯の異なる家具の取り扱いを続けることなどが含まれていた。そして、同年12月29日にニトリホールディングスは島忠の株式の77.04%を取得し、TOB成立を発表した。
2021年1月6日、島忠はニトリホールディングスの連結子会社となる。
同年3月26日、株式併合により島忠はニトリホールディングスの完全子会社となる。
ホームセンター業界では、業界1位のカインズを筆頭に上位企業間での差が少ないため、買収による規模拡大が進められてきた。そうした状況下での「島忠争奪戦」となった。
島忠はニトリとの経営統合により、ニトリのプライベートブランド商品の取り扱いを開始し、ニトリグループの一員として経営基盤を強化。2021年6月11日には、さいたま市北区の「ホームズ 宮原店」を「ニトリホームズ 宮原店」としてリニューアルオープンし、ニトリとの融合型店舗「ニトリホームズ」として展開を開始した。しかし、その後は「島忠のニトリ化」が奏功せず、同ブランドの展開はこの1店舗だけとし、経営統合後初となる新規店舗は「ホームズ」ブランドとなった（ホームズ横浜鶴見店）。

## 沿革
- 1890年（明治23年） - 島村忠太郎が埼玉県春日部市で島村箪笥製造所を創業[8]。
- 1947年（昭和22年）3月8日 - 株式会社光文社を設立[1]。
- 1960年（昭和35年）6月 - 有限会社島忠箪笥店を設立[8]。
- 1969年（昭和43年）11月15日 - 株式会社家具の島忠に改組・商号変更」設立[1][8]。
- 1978年（昭和53年）11月 - 株式会社光文社が、株式会社島忠に商号変更[1]。
- 1979年（昭和54年）
  - 5月1日 - 株式券面額変更のため、株式会社島忠を形式上の存続会社として、株式会社家具の島忠（実質上の存続会社）を吸収合併[1]。
  - 11月 - 東京店頭市場に株式を公開[1]。
- 1982年（昭和57年）2月 - 東京証券取引所2部上場[1]。
- 1991年（平成3年）2月 - 東京証券取引所1部上場[1]。
- 2007年（平成19年）9月1日 - 子会社3社（株式会社関西島忠、株式会社関東島忠、株式会社島忠ホームズ）を吸収合併[1][8]。
- 2019年（令和元年）7月22日 - 本社を島忠大宮本店（さいたま市西区三橋5-1555）から、ホームズさいたま中央店へ移転。
- 2020年（令和2年）
  - 10月2日 - DCMホールディングスが株式公開買付け (TOB) の開始および島忠との経営統合契約を発表[12][13]。
  - 10月21日 - ニトリホールディングスが島忠に対する対抗TOB・経営統合案を発表[15]。
  - 11月13日 -  DCMとの経営統合を撤回し、ニトリホールディングスと経営統合することで合意[22]。
  - 12月29日 - ニトリホールディングスが島忠株式の77.04%を取得したと発表[26]。
- 2021年（令和3年）
  - 1月6日 - ニトリホールディングスの連結子会社となる[26]。
  - 3月24日 - 東京証券取引所1部上場廃止。
  - 3月26日 - 株式併合により、ニトリホールディングスの完全子会社となる[6]。
- 2022年（令和4年）4月5日 - ニトリポイント（島忠・ニトリ共通ポイント）を導入[30]。
- 2023年（令和5年）
  - 8月31日 - Tポイントサービスを終了[31]。
  - 12月6日 - 横浜市鶴見区に統合後初の新店舗「ホームズ 横浜鶴見店」をオープン[32]。

## 店舗

### 現在の店舗
現在の店舗については店舗一覧（公式サイト）を参照。
- ホームズ さいたま中央店（本社）
- 島忠 大宮本店（旧本社）
- 島忠 春日部本店
- ホームズ 中野本店
- ニトリホームズ 宮原店
- 島忠 草加店
- ホームズ 南津守店
- ホームズ 横浜鶴見店

### かつて存在した店舗
- ホームズ FUJI MALL 吹上店（2023年閉店）
- ホームズ 江東猿江店［家具・ホームセンター（一部）売場］（2024年閉店）
- ホームズ 川越的場店（2024年閉店）

#### 栃木県
- 島忠 宇都宮店（宇都宮市泉ヶ丘）
- 島忠 足利店（足利市朝倉町） - 2021年12月19日閉店[33]

#### 群馬県
- 島忠 太田店（太田市大字下小林）
- 島忠 高崎店（高崎市緑町） - 2018年閉店

#### 埼玉県
- 島忠 入間店（入間市春日町）
- 島忠 浦和店（さいたま市浦和区）
- 島忠 桶川店（桶川市坂田）
- 島忠 鴻巣店（鴻巣市上谷）
- 島忠 末広店（川口市末広町）
- 島忠 上尾店（上尾市） - 2004年3月28日閉店[34]
- 島忠 ひばりヶ丘店（新座市栗原） - 2004年8月8日閉店[34]
- 島忠 狭山店（狭山市大字根岸） - 2004年12月31日閉店[35]
- 島忠 川越店（川越市小仙波） - 2007年2月25日閉店[36]
- 島忠 久喜店（久喜市） - 2009年11月24日閉店[37]
- 島忠 川口芝店（川口市芝中田） - 2011年10月10日閉店[38]
- 島忠 三郷店（三郷市早稲田） - 2012年閉店
- 島忠 行田店（行田市持田） - 2013年8月18日閉店[39]
- 島忠 大宮バイパス店（さいたま市桜区） - 2014年5月11日閉店[40]
- 島忠 川口本店（川口市柳崎）- 2014年12月31日閉店[41]
- 島忠 所沢店（所沢市青葉台） - 2016年7月10日閉店[42]
- 島忠 加須店（加須市三俣） - 2021年12月31日閉店[33]
- エッサン 上尾店（上尾市日の出）
- エッサン 深谷店（深谷市国済寺） - 2004年12月31日閉店[35]
- エッサン 川口店（川口市大字芝） - 閉店後、ホームズ川口店（2010年4月28日オープン[43]）へ建て替え
- エッサン 飯能店（飯能市緑町） - 2021年12月31日閉店[33]
- ホームズ 西川口店（川口市西川口） - 2022年5月22日閉店[33]
- ホームズ FUJI MALL 吹上店（鴻巣市袋字道上） - 2023年2月26日閉店[44]
- ホームズ 川越的場店（川越市的場新町）- 2024年12月31日閉店[45]

- ホームズスリープ ららぽーと富士見店（富士見市山室） - 2021年6月13日閉店[33]

#### 千葉県
- 島忠 千葉店（千葉市中央区）
- 島忠 南柏店（流山市松ヶ丘）
- 島忠 柏店（柏市柏） - 2019年12月31日閉店
- 島忠 松戸店（松戸市古ヶ崎） - 2022年5月8日閉店[33]
- ホームズ KITE MITE MATSUDO店（松戸市松戸） - 2021年11月7日閉店[33]

#### 東京都
- 島忠 瑞穂店（西多摩郡瑞穂町）
- 島忠 西新井店（足立区西新井） - 2004年11月7日閉店[34]
- 島忠 小平店（東久留米市前沢） - 2007年5月31日閉店[46]、ホームズ小平店（2008年8月6日オープン[47]）へ建て替え
- 島忠 足立店（足立区加平） - 2007年10月31日閉店[48]
- 島忠 葛西店（江戸川区中葛西） - 2011年8月14日閉店[49]
- 島忠 谷原店（練馬区高野台） - 2013年3月31日閉店[50]
- 島忠 錦糸町店（墨田区太平） - 2014年1月13日閉店[51]
- ホームズ 江東猿江店［家具・ホームセンター（一部）売場］（江東区猿江） - 2024年7月28日閉店

#### 神奈川県
- 島忠 市ノ坪店（川崎市中原区） - 2008年11月24日閉店[52]
- 島忠 横浜店（横浜市鶴見区） - 2020年8月30日閉店[33]、ホームズ横浜鶴見店（2023年12月6日オープン[53]）へ建て替え

#### 大阪府
- ホームズ 堺浜EXP.店（堺市堺区） - 2011年1月10日閉店[54]
- ホームズ 泉佐野店（泉佐野市下瓦屋） - 2014年12月31日閉店[55]

#### 兵庫県
- ホームズ 神戸西店（神戸市西区） - 2008年4月27日閉店[56]

## ギャラリー

### 店舗ギャラリー

#### 埼玉県
- 島忠 草加店（草加市花栗）
- 島忠 大宮本店（さいたま市西区三橋）
- ホームズ 八潮店（八潮市大字大曽根）
- 島忠 春日部本店（春日部市西八木崎）
- 島忠 越谷店（越谷市花田）
- ホームズ 和光店（和光市南）
- 島忠 新座店（新座市東北）
- ホームズ 川口朝日店（川口市朝日）
- 島忠ホームセンター 浦和中尾店（さいたま市緑区中尾）
- ホームズ 川越店（川越市小仙波）
- ホームズ 川口店（川口市大字芝）
- ニトリホームズ 宮原店（さいたま市北区植竹町）
- ホームズ 三郷中央店（三郷市中央）
- ホームズ 草加舎人店（草加市遊馬町）
- ホームズ 浦和南店（さいたま市南区内谷）
- ホームズ 与野店（さいたま市中央区新中里）
- ホームズ 春日部店（春日部市下柳）
- ホームズ 所沢店（所沢市青葉台）
- ホームズ さいたま中央店（さいたま市中央区上落合）

#### 千葉県
- ホームズ 蘇我店（千葉市中央区川崎町）
- ホームズ 幕張店（習志野市芝園）
- ホームズ 千葉ニュータウン店（印西市西の原）

#### 東京都
- 島忠 大田千鳥店（大田区千鳥）
- ホームズ 大谷田店（足立区大谷田）
- ホームズ 府中店（府中市日鋼町）
- ホームズ 江東猿江店「グリーン・園芸用品・ガーデン資材・自転車」（江東区猿江）
- 島忠 中野店（中野区中野）
- ホームズ 葛西店（江戸川区東葛西）
- ホームズ 小平店（東久留米市前沢）
- ホームズ 平井店（江戸川区平井）
- ホームズ 中野本店（中野区南台）
- ホームズ 足立小台店（足立区小台）
- ホームズ 仙川店（調布市若葉町）
- ホームズ 昭島店（昭島市田中町）
- ホームズ 東村山店（東村山市久米川町）
- ホームズ 町田三輪店（町田市三輪町）
- ホームズ 北赤羽店（北区浮間）

#### 神奈川県
- ホームズ 荏田店（横浜市青葉区荏田西）
- ホームズ 茅ヶ崎店（茅ヶ崎市本村）
- ホームズ 東戸塚店（横浜市戸塚区平戸町）
- ホームズ 海老名店（海老名市大谷北）
- ホームズ 横須賀店（横須賀市平成町）
- ホームズ 新山下店（横浜市中区新山下）
- ホームズ 相模原店（相模原市南区古淵）
- ホームズ 新川崎店（横浜市鶴見区江ヶ崎町）
- ホームズ 川崎大師店（川崎市川崎区中瀬）
- ホームズ 大和店（大和市上和田）
- ホームズ 港北高田店（横浜市港北区高田西）
- ホームズ 横浜鶴見店（横浜市鶴見区岸谷）

#### 大阪府
- ホームズ 南津守店（大阪市西成区南津守）
- ホームズ 寝屋川店（寝屋川市日新町）
- ホームズ 鶴見店（大阪市鶴見区鶴見）

#### 兵庫県
- ホームズ 尼崎店（尼崎市下坂部）

## 商品・サービス

### ポイントプログラム

#### ニトリポイント（島忠・ニトリ共通ポイント）（2022年4月〜）
2022年4月5日より、店舗、ECサイト（シマホネット）にてニトリメンバーズサービスを開始した。サービス開始当初は、家具・ホームファッション商品は税抜100円につき1ポイント（付与率1%）、ホームセンター商品は税抜200円につき1ポイント（付与率0.5%）であったが、同年6月15日より、税抜100円につき1ポイント（付与率1%）に統一。その後、2023年8月29日より、アプリ会員は税抜200円につき2ポイント（付与率1%）、ニトリメンバーズカード会員、EC会員、LINE会員は税抜200円につき1ポイント（付与率0.5%）にそれぞれ付与率を変更した。

#### Tポイント（2017年9月〜2023年8月）
2017年1月、株式会社Tポイント・ジャパンとポイントプログラム契約を締結。その後、同年9月5日より順次店舗でTポイントサービスを開始。独自デザインの「島忠・HOME'S Tカード」や、ポケットカードとの提携によるクレジットカード一体型Tカード（JCB）を発行していたが、ニトリメンバーズサービス開始に伴い新規受付を終了した。付与率は0.5%（税抜200円につき1ポイント）であった。2023年8月31日をもって付与・利用を終了した（一部商品・サービスは同年5月31日に受付終了）。

### プライベートブランド商品

#### HOME'S（ホームズ）
2021年に販売を開始したプライベートブランド商品。ニトリの商品開発ノウハウを取り入れながら、日用消耗品をはじめ、ペット用品や園芸用品、DIY工具などを商品化している。

#### N easy（エヌイージー）
2021年に販売を開始したアパレルブランド。低価格なルームウェアやインナーなどのワンマイルウェアを取り扱い、島忠・ホームズの一部店舗とニトリネットにて販売されている。展開店舗については公式サイトを参照。

#### CARABINER（カラビナ）
2019年に販売を開始した島忠初のアパレルブランド。機能性や価格、デザイン性を追求したカジュアルウェアを通じて、リラックスとストレスフリーを提供することを目指していた。30代から40代のファミリー層の一般消費者をターゲットとしていた。2021年にニトリとの経営統合に伴い展開を終了した。コンセプトは「My Utility Wear 夢中になれる服」。

### カリモクギャラリー
業界最大手の家具メーカーカリモク家具の製品を展示、販売する「カリモクギャラリー」を大型店舗を中心に展開している。

## 関連会社

### 過去の関連会社
いずれも連結子会社であったが、経営資源の集中と効率化のため、2007年9月1日に株式会社島忠に簡易吸収合併された。
- 株式会社関西島忠（2000年9月1日 - 2007年8月31日）

本社：兵庫県尼崎市下坂部
関西地区のホームズの店舗運営を行っていた。南津守店、尼崎店、寝屋川店、堺浜EXP.店（閉店）、泉佐野店（閉店）、神戸西店（閉店）を運営していた。
なお、2000年当時に関西島忠の代表取締役だった須藤文弘は、後に島忠を買収することになるニトリホールディングスの副社長に就任しており、ニトリホールディングス傘下となった島忠に代表取締役会長という形で復帰している。
- 株式会社島忠ホームズ（2002年9月2日 - 2007年8月31日）

本社：神奈川県横須賀市平成町
関東地区のホームズの店舗運営を行っていた。横須賀店、新山下店、葛西店、蘇我店を運営していた。
- 株式会社関東島忠（2005年3月16日 - 2007年8月31日）

本社：埼玉県川越市小仙波
関東地区の島忠とホームズの店舗運営を行っていた。相模原店、錦糸町店（閉店）、川越店を運営していた。